# 강동동 (울산)
강동동(江東洞)은 울산광역시 북구의 행정동이다. 서북은 동대산ㆍ무룡산이 동쪽으로는 청정해역인 동해바다와 접하고 있어 해안 절경이 아름다운 관광명소로 유명한 곳이며, 최근 온천개발 등 종합관광지로 개발이 진행 중에 있다.

## 역사
강동동은 삼국시대부터 하나의 독립된 행정구역을 갖고 있었던 역사 깊은 고장이다. 신라 파사왕 때(80년 ~ 112년) 이곳에 현치소를 둔 율포현(栗浦縣)이 농소, 방어진, 감포까지의 영역으로 자리하고 있었다. 757년 경덕왕 16년 12월에 율포현이 동진현으로 개칭되어, 경주시 모화지방의 임관군 영현으로 있었다. 940년 고려 태조 23년에 동진현이 흥려부에 편입되면서 현치가 없어지고, 1011년 고려 현종 2년에 유포진(柳浦津)이 되었다. 조선 태조 때 유포면이 되었고, 1887년 고종 24년에 강동면으로 고치고 면소재지를 유포리(현재의 구유동)에서 정자리로 옮겼으며, 동천의 동쪽이 되므로 강동면이라 하였다.
- 1914년 4월 1일 경주군 양남면 신대동 일부를 편입하고 9개리로 개편하였다.

| 개편 전                                                                    | 개편 후        |
| -------------------------------------------------------------------------- | -------------- |
| 지경동(地境洞)                                                             | 신명리(新明里) |
| 대안동(大安洞) 경주군 양남면 신대동 일부                                   | 대안리(大安里) |
| 산하동(山下洞), 화암동(花巖洞), 지경동 일부                                | 산하리(山下里) |
| 정자동(亭子洞), 죽전동(竹田洞), 달동 일부                                  | 정자리(亭子里) |
| 달동(達洞), 주렴동(朱念里)                                                 | 무룡리(舞龍里) |
| 신전동(新田洞), 장등동(長登洞), 구남동(龜南洞)                             | 신현리(新峴里) |
| 판지동(板只洞), 지동(只洞), 복성동(卜星洞), 저전동(楮田洞), 저해동(楮海洞) | 구유리(舊柳里) |
| 당사동(堂舍洞), 우가동(牛家洞), 저전동 일부, 어물동 일부                   | 당사리(堂舍里) |
| 어물동(於勿洞), 구남동 일부                                                | 어물리(於勿里) |
- 1952년 4월 25일 지방 선거가 시행되고 초대 강동면의원 12명이 선출되었다.
- 1961년 9월 1일 강동면의회가 해산되었다.
- 1962년 6월 1일 울산군 일부에 울산시가 설치되면서 울주군 강동면이 되었다.[2]
- 1991년 1월 1일 울주군이 울산군으로 개칭하면서 울산군 강동면이 되었다.
- 1995년 1월 1일 울산시·울산군 통합으로 울산시 울주구 강동면이 되었다.[3]
- 1997년 7월 15일 울산시가 울산광역시로 승격하면서 북구에 편입되어 울산광역시 북구 강동동이 되었다.[4]

## 지명유래
산하동(山下洞)
- ‘산하(山下)’는 산 아래, 즉 무룡산(舞龍山) 아래에 위치한 마을이라는 뜻이다. 산하동은 1729년(영조 5)에는 산하리(山下里)와 화진(花津)으로 나누어져 있었다. 1765년(영조 41)에는 산하리와 곶지리(串旨里), 1810년(순조 10)에는 산음리(山陰里)와 화진, 1867년(고종 4)에는 산하리, 화암리(花巖里)·화해리(花海里)로 나뉘었고, 1894년(고종 31)에는 산음동, 1911년에는 산하동과 화암동으로 나누어져 있었다. 1914년 행정 구역 개편 때 두 동을 합한 후 산하리로 하고 울산군 강동면의 관할에 두었다. 1962년 6월 울산군이 울주군으로 개칭되어 울주군 강동면 산하리가 되었다. 1991년 1월 울주군이 울산군으로 개칭되어 울산군 강동면 산하리가 되었고, 1995년 1월 울산시와 울산군이 통합되며 기존 울산군 지역을 관할하는 울주구가 신설되어 울주구 강동면 산하리가 되었다. 1997년 7월 울산광역시 출범과 함께 신설된 북구에 편입되어 울산광역시 북구 산하동이 되었다.

신명동(新明洞)
- ‘신명(新明)’은 ‘새로운 밝은 마을’이란 뜻을 가지고 있다. 신명동은 1729년(영조 5)에는 혈암리(穴岩里)와 지경진(地境津)으로 나누어져 있었다. 1810년(순조 10) 지경리의 단일 마을로 있다가 1867년(고종 4) 지경리와 지해리, 1894년(고종 31) 지경동과 지해동으로 나뉘었고, 1911년 지경동이 되었다. 1914년 행정 구역 개편 때 신명리로 하고 울산군 강동면의 관할에 두었다.

구유동(舊柳洞)
- 예전에 유포(柳浦)라고 불러서 구유리(舊柳里)라고 하였다. 『세종실록지리지(世宗實錄地理志)』에는 유등포(柳等浦)로 나타나기도 한다. 유등포는 버들개의 이두이다. 구유동은 1729년(영조 5) 판기리(板機里)와 복성포(卜城浦), 저전포리(楮田浦里)로 나누어져 있었다. 1765년(영조 41)에는 판기리, 복성포리, 저전리, 1810년(순조 10)에는 판기리, 복성리, 저전리로 나뉘었다. 1867년(고종 4) 판지리, 판해리, 복성리, 복해리, 저전리, 저해리가 되었다가 1894년(고종 31) 판지리, 판해리, 지동리, 복성리, 저전리, 저해리가 되었다. 1914년 행정 구역 개편 때 이들을 합한 후 구유리로 하고 울산군 강동면의 관할에 두었다.

무룡동(舞龍洞)
- 무룡산 아래에 있는 마을이라 ‘무룡(舞龍)’이라고 하였다. 무룡산은 주룡산(主龍山)에 비가 내리기를 바라며 기우제를 지내는 산이란 뜻을 가졌다. 무룡동은 1729년(영조 5)에는 달동리(達洞里)라고 하였다. 정조(正祖) 연간에는 달동리와 주렴리(周念里)로 나뉘었고, 1867년(고종 4)에는 달동리와 주렴리(朱念里), 1894년(고종 31)에는 달동과 달현동, 1911년에는 달동과 주렴동으로 나뉘었다. 1914년 행정 구역 개편 때 주렴동과 달동의 일부를 합한 후 무룡리로 하고 울산군 강동면의 관할에 두었다.

당사동(堂舍洞)
- ‘당사(堂舍)’는 서낭당이나 제당에서 유래된 이름으로 추정된다. 당사동은 1729년(영조 5) 우가포진(牛家浦津)과 어물동진(於勿東津)으로 나누어져 있었다. 1765년(영조 41)에는 우가포리와 당사리가 되었고, 1867년(고종 4) 우가리, 당사리, 당해리로 나뉘었다가 1894년(고종 31) 당사동과 당해동이 되었다. 1911년 당사동과 우가동이 되었고, 1914년 행정 구역 개편 때 이를 합한 후 당사리로 하고 울산군 강동면의 관할에 두었다.

신현동(新峴洞)
- 1914년 행정 구역 개편 때 신전(新田)의 신(新)과 장등(長嶝)을 뜻하는 현(峴)을 따서 ‘신현(新峴)’이라 이름하였다. 신현동은 1729년(영조 5) 장등리(長登里)로 불렀다. 정조(正祖) 연간에는 장등리와 구남리로 나뉘었고, 1867년(고종 4)에는 장등리, 구남리, 신전리였다. 1894년(고종 31) 구남동, 신전동, 장등동이 되었다가 1914년 행정 구역 개편 때로 구남동의 일부를 어물리[현 어물동]에 이속하고 나머지를 합한 후 신현리로 하고 울산군 강동면의 관할에 두었다. 1962년 6월 울산군이 울주군으로 개칭되어 울주군 강동면 신현리가 되었다.

어물동(於勿洞)
- ‘어물(於勿)’은 마을 서편의 산세가 완만하고 길게 늘어진 모양을 형용한 데서 온 이름이다. 어물리란 이름의 성질로 미루어 이두로 쓴 것이 분명하다. 어(於)는 늘어진 형태를 뜻하는 말이고, 물(勿)은 산을 뜻하는 말로 쓴 것으로 본다. 물(勿)은 수(水)이고, 수(水)는 매(買)와 같다. 매(買)는 ‘뫼’와 같아 산(山)이 되어 미(彌), 마(馬)로도 전사(轉寫)되는 성질을 가지고 있다. 어물동은 1729년(영조 5)에는 어물동리(於勿洞里), 1810년(순조 10)에는 어물리라고 하였다. 1867년(고종 4) 금천리와 고암리로 나뉘었고, 1894년(고종 31) 어물동이 되었다. 1914년 행정 구역 개편 때 어물동에 구남동의 일부를 합한 후 어물리로 하고 울산군 강동면의 관할에 두었다.

대안동(大安洞)
- 조선 전기 대안동(大安洞) 지역에는 숙박 시설이었던 대한원(大閑院)이 있었다. ‘대(大)’는 산을 뜻하며, ‘한(閑)’은 크다는 뜻이 있어 ‘대한’은 큰 산이란 의미를 가지고 있었다. 이후 ‘대한’이 ‘대안’으로 음이 변하였다고 한다. 대안동은 1455년(세조 1) 대한리(大閑里)라고 불렀다. 1469년(예종 1)과 성종(成宗) 연간에도 대한리라고 부른 기록이 있다. 조선 후기 정조(正祖) 때는 상대안리와 중대안리로 나뉘었으며, 1810년(순조 10)과 1867년(고종 4)에는 대안리, 1894년(고종 3)에는 대안동으로 기록되어 있다. 1914년 행정 구역 개편 때 대안리로 하고 울산군 강동면의 관할에 두었다. 1915년 2월 경상북도 경주군 양남면 신대리 일부가 대안리에 편입되었다.

정자동(亭子洞)
- 마을에 포구나무(팽나무)들이 숲을 이루며 정자와 같은 구실을 하므로 정자동(亭子洞)이라 이름하였다. 정자동은 1729년(영조 5)에는 정자진(亭子津)으로 불렀다. 1765년(영조 41)에는 정자말리, 1810년(순조 10)에는 정자리였다가 1867년(고종 4) 정자리, 정해리, 죽전리로 나뉘었고, 1894년(고종 31)에는 정자동, 정해동, 죽전동, 1911년 정자동과 죽전동이었다. 1914년 행정 구역 개편 때 정자동과 죽전동에 달동의 일부를 합한 후 정자리로 하고 울산군 강동면의 관할에 두었다. 1962년 6월 울산군이 울주군으로 개칭되어 울주군 강동면 정자리가 되었다. 1991년 1월 울주군이 울산군으로 개칭되어 울산군 강동면 정자리가 되었고, 1995년 1월 울산시와 울산군이 통합되며 기존 울산군 지역을 관할하는 울주구가 신설되어 울주구 강동면 정자리가 되었다. 1997년 7월 울산광역시 출범과 함께 신설된 북구에 편입되어 울산광역시 북구 정자동이 되었다.

## 법정동
강동동은 9개 법정동, 24개 통, 117개 반으로 구성되어있다. 인구는 2016년 4월 27일 기준으로 세대 10,037명이다. 강동면이 행정동으로 전환된 이후에도 대규모 개발이 이루어지지 않아서 오히려 인구가 감소하였으나, 2014년부터 강동산하지구의 입주와 함께 인구가 증가하기 시작해 1만명을 돌파했으며, 2019년까지 2만명이 돌파할 것으로 예상된다.
(2016.4.30기준)
| 법정동 | 한자   | 세대  | 인구  |
| ------ | ------ | ----- | ----- |
| 무룡동 | 舞龍洞 | 177   | 372   |
| 구유동 | 舊柳洞 | 287   | 514   |
| 정자동 | 亭子洞 | 703   | 1390  |
| 신명동 | 新明洞 | 156   | 317   |
| 대안동 | 大安洞 | 132   | 420   |
| 당사동 | 堂舍洞 | 200   | 427   |
| 신현동 | 新峴洞 | 129   | 260   |
| 산하동 | 山下洞 | 2,094 | 5,945 |
| 어물동 | 於勿洞 | 218   | 447   |

## 교육 기관
- 울산스포츠과학고등학교 (산하동)
- 울산강동고등학교 (산하동)
- 울산스포츠과학중학교 (산하동)
- 강동중학교 (정자동 → 산하동)
- 강동초등학교 (정자동 → 산하동)
  - 무룡분교 (폐교) - 북구 달곡2길 38 (무룡동)
  - 신명분교 (폐교) - 북구 동해안로 1769 (신명동)
- 주전초등학교 동해분교 (폐교) - 북구 동해안로 861 (당사동)
- 태연학교 (대안동)

## 주거
| 블루마시티 푸르지오 1차         |
| 블루마시티 푸르지오 2차         |
| 블루마시티 해링턴플레이스 1단지 |
| 블루마시티 해링턴플레이스 2단지 |

## 유적지
- 산하동 집자리
- 산하동 고인돌

## 교통

### 도로
국도 제31호선이 울산 도심과 경주시 양남면으로 연결된다. 과거에는 울산 도심으로 가기 위해 무룡고개를 넘어야 했지만 자동차전용도로인 무룡터널이 개통하면서 울산 도심과의 교통이 편리해졌다.

## 강동면의회
강동면의회는 1952년부터 1961년까지 존속한 대한민국의 지방의회이다.
- 1952년 4월 25일 초대 면의원 선거 실시, 강동면의원 12명(대한독립촉성국민회1+대한청년단1+무소속10)이 선출되었다.
- 1956년 8월 8일 2대 면의원 선거 실시, 강동면의원 11명(자유당11)이 선출되었다.
- 1960년 12월 12일 3대 면의원 선거 실시, 강동면의원 11명이 선출되었다.
- 1961년 9월 1일에 군사 정권에 의해 강제해산되었다.